# 印度紋胸鮡
印度紋胸鮡，為輻鰭魚綱鯰形目鮡科的其中一種，為亞熱帶淡水魚類，分布於亞洲印度及尼泊爾淡水流域，體長可11公分，棲息在山區流動快速的溪流底中層水域，生活習性不明。

## 扩展阅读
維基物種上的相關：印度紋胸鮡